# Premiile Gopo
Premiile Gopo sunt premii cinematografice românești oferite de Asociația pentru Promovarea Filmului Românesc. Anual, sunt recompensate cele mai importante realizări cinematografice naționale din cursul anului precedent. Numele festivalului este un omagiu la aniversarea celor 50 ani de la câștigarea premiului Palme d’Or pentru „Cel mai bun scurt metraj de animație” de către cineastul român Ion Popescu-Gopo.

## Scurt istoric
Prima ediție a avut loc la 26 martie 2007 la București. Cea de-a X-a ediție a festivităților de decernare a premiilor a avut loc în data de 28 martie 2016.

## Trofeul
Trofeul este creația sculptorului Adrian Ilfoveanu iar „modelul” îl constituie celebrul omuleț al lui Gopo.

## Categorii
- Gopo pentru cel mai bun film de lungmetraj
- Gopo pentru cea mai bună regie
- Gopo pentru cel mai bun scenariu
- Gopo pentru cel mai bun actor
- Gopo pentru cea mai bună actriță
- Gopo pentru cel mai bun actor în rol secundar
- Gopo pentru cea mai bună actriță în rol secundar
- Gopo pentru cea mai bună imagine
- Gopo pentru cel mai bun montaj
- Gopo pentru cel mai bun sunet
- Gopo pentru cea mai bună muzică originală
- Gopo pentru cea mai bună scenografie
- Gopo pentru cele mai bune costume
- Gopo pentru cel mai bun film documentar
- Gopo pentru cel mai bun film de scurt metraj
- Gopo pentru debut
- Gopo pentru Tânără speranță
- Gopo pentru întreaga operă
- Gopo pentru cel mai bun film european
- Gopo pentru premiul publicului

## Ceremonii
| #  | Data            | Cel mai bun film                       | Filmul cu cele mai multe premii                         | Gazda                          | Loc de desfășurare                     | Televizare |
| -- | --------------- | -------------------------------------- | ------------------------------------------------------- | ------------------------------ | -------------------------------------- | ---------- |
| 1  | 26 martie 2007  | A fost sau n-a fost?                   | A fost sau n-a fost? Cum mi-am petrecut sfârșitul lumii | Cătălin Ștefănescu             | Palatul Bragadiru                      | TVR 1      |
| 2  | 3 martie 2008   | 4 luni, 3 săptămâni și 2 zile          | 4 luni, 3 săptămâni și 2 zile                           | Marius Florea Vizante          | Palatul Regal                          | TVR 1      |
| 3  | 2 martie 2009   | Restul e tăcere                        | Restul e tăcere                                         | Maria Dinulescu                | Fratelli Studio                        | TVR 1      |
| 4  | 29 martie 2010  | Polițist, adjectiv                     | Polițist, adjectiv                                      | Mihai Călin                    | Palatul Parlamentului                  | TVR 1      |
| 5  | 28 martie 2011  | Eu când vreau să fluier, fluier        | Eu când vreau să fluier, fluier                         | Andi Moisescu                  | Crystal Palace Ballrooms               | Pro Cinema |
| 6  | 25 martie 2012  | Aurora                                 | Periferic                                               | Andi Moisescu                  | Platinum Bussiness & Convention Center | Pro Cinema |
| 7  | 25 martie 2013  | Toată lumea din familia noastră        | Undeva la Palilula                                      | Mihai Bobonete                 | Opera Națională din București          | Pro Cinema |
| 8  | 24 martie 2014  | Poziția copilului                      | Poziția copilului                                       | Amalia Enache și Radu Iacoban  | Opera Națională din București          | Pro Cinema |
| 9  | 30 martie 2015  | Closer to the Moon                     | Closer to the Moon                                      | Paul Ipate și Diana Cavallioti | Teatrul Național București             | TVR 2      |
| 10 | 28 martie 2016  | Aferim!                                | Aferim!                                                 | Alex Bogdan                    | Teatrul Național București             | TVR 2      |
| 11 | 21 martie 2017  | Sieranevada                            | Sieranevada Câini                                       | Alex Bogdan                    | Teatrul Național București             | TVR 2      |
| 12 | 19 martie 2018  | Un pas în urma serafimilor             | Un pas în urma serafimilor                              | Alex Bogdan                    | Teatrul Național București             | TVR 2      |
| 13 | 19 martie 2019  | Moromeții 2                            | Moromeții 2                                             | Alex Bogdan                    | Teatrul Național București             | Film Now   |
| 14 | 29 iunie 2020   | La Gomera                              | La Gomera                                               | Alex Bogdan                    | Verde Stop Arena                       | Pro Cinema |
| 15 | 29 iunie 2021   | Colectiv                               | 5 Minute                                                | Adrian Nicolae                 | Amfiteatrul Mihai Eminescu             | Voyo.ro    |
| 16 | 3 mai 2022      | Babardeală cu bucluc sau porno balamuc | Malmkrog                                                | Adrian Nicolae                 | Teatrul Național București             | Voyo.ro    |
| 17 | 25 aprilie 2023 | Oameni de treabă                       | Oameni de treabă                                        | Marius Manole și Lia Bugnar    | Teatrul Național București             | Voyo.ro    |
| 18 | 29 aprilie 2024 | Libertate                              | Libertate                                               | Claudiu Teohari                | Teatrul Național București             | Voyo.ro    |
| 19 | 29 aprilie 2025 | Anul Nou care n-a fost                 | Anul Nou care n-a fost                                  | Claudiu Teohari                | Teatrul Național București             | Voyo.ro    |